# Copa Libertadores 2020
Die Copa Libertadores 2020, offiziell auch Copa Conmebol Libertadores 2020, war die 61. Ausspielung des wichtigsten südamerikanischen Fußballwettbewerbs für Vereinsmannschaften. Der Wettbewerb wurde vom südamerikanischen Fußballverband CONMEBOL organisiert. In der Saison 2020 nahmen insgesamt 47 Mannschaften teil, darunter Titelverteidiger CR Flamengo aus Brasilien und der Sieger der Copa Sudamericana 2019, Independiente del Valle aus Ecuador. Das Turnier begann am 21. Januar 2020 mit der Qualifikationsrunde und sollte am 21. November 2020 mit dem Finale im Maracanã enden. Aufgrund der COVID-19-Pandemie wurde die Saison nach der zweiten Runde der Gruppenphase im März unterbrochen. Die Fortsetzung erfolgte am 15. September. Das Finale wurde Ende Januar ausgetragen. Nachdem ein Großteil des Turniers zur Pandemiebekämpfung als Geisterspiele ausgetragen wurde, waren im Finale 5000 Zuschauer zugelassen.

## Teilnehmende Mannschaften
Die folgenden Mannschaften nahmen an der Copa Libertadores 2020 teil.
- Copa Libertadores 2019 Sieger
- Copa Sudamericana 2019 Sieger
- Brasilien: 7 Startplätze
- Argentinien: 6 Startplätze
- Alle anderen Verbände: 4 Startplätze

Für die Gruppenphase direkt qualifiziert waren 28 Klubs:
- Copa Libertadores 2019 Sieger
- Copa Sudamericana 2019 Sieger
- Argentinien und Brasilien: die besten fünf Mannschaften der Länder-Qualifikation
- Alle anderen Verbände: die besten zwei Mannschaften der Länder-Qualifikation

Für die zweite Qualifikationsrunde qualifiziert waren 13 Klubs:
- Argentinien: der Platz sechs der Länder-Qualifikation
- Brasilien: die Plätze sechs und sieben der Länder-Qualifikation
- Chile und Kolumbien: die Plätze drei und vier der Länder-Qualifikation
- Alle anderen Verbände: die Plätze drei der Länder-Qualifikation

Für die erste Qualifikationsrunde qualifiziert waren 6 Klubs:
- der vierte Platz aus der Länder-Qualifikation von Bolivien, Ecuador, Paraguay, Peru, Uruguay und Venezuela

| Land                        | Verein                                 | Qualifikationsgrund                                         | Ergebnis         |
| --------------------------- | -------------------------------------- | ----------------------------------------------------------- | ---------------- |
| Argentinien 6 Startplätze   | Racing Club                            | Primera División 2019 Gewinner                              | Viertelfinale    |
| Argentinien 6 Startplätze   | CSD Defensa y Justicia                 | Primera División 2019 Zweiter                               | Gruppenphase     |
| Argentinien 6 Startplätze   | River Plate                            | Copa Argentina Sieger                                       | Halbfinale       |
| Argentinien 6 Startplätze   | CA Tigre                               | Copa de la Superliga 2019 Gewinner                          | Gruppenphase     |
| Argentinien 6 Startplätze   | Boca Juniors                           | Primera División 2019 Dritter                               | Halbfinale       |
| Argentinien 6 Startplätze   | Atlético Tucumán (Q-2)                 | Primera División 2019 Fünfter                               | Q-3              |
| Bolivien 4 Startplätze      | Club Bolívar                           | 2019 Apertura                                               | Gruppenphase     |
| Bolivien 4 Startplätze      | Club Jorge Wilstermann                 | 2019 Clausura                                               | Achtelfinale     |
| Bolivien 4 Startplätze      | Club The Strongest (Q-2)               | 2019 Bestes nicht direkt qualifiziertes Team                | Q-2              |
| Bolivien 4 Startplätze      | Club San José (Q-1)                    | 2019 Zweitbestes nicht direkt qualifiziertes Team           | Q-1              |
| Brasilien 7 + 1 Startplätze | CR Flamengo                            | Copa Libertadores 2019 Sieger                               | Achtelfinale     |
| Brasilien 7 + 1 Startplätze | Athletico Paranaense                   | Pokalsieger 2019                                            | Achtelfinale     |
| Brasilien 7 + 1 Startplätze | FC Santos                              | Zweiter Série A 2019                                        | Zweitplatzierter |
| Brasilien 7 + 1 Startplätze | SE Palmeiras                           | Dritter Série A 2019                                        | Gewinner         |
| Brasilien 7 + 1 Startplätze | Grêmio FBPA                            | Vierter Série A 2019                                        | Viertelfinale    |
| Brasilien 7 + 1 Startplätze | FC São Paulo                           | Sechster Série A 2019                                       | Gruppenphase     |
| Brasilien 7 + 1 Startplätze | SC Internacional (Q-2)                 | Siebter Série A 2019                                        | Achtelfinale     |
| Brasilien 7 + 1 Startplätze | SC Corinthians (Q-2)                   | Achter Série A 2019                                         | Q-2              |
| Chile 4 Startplätze         | CD Universidad Católica                | Meister 2019                                                | Gruppenphase     |
| Chile 4 Startplätze         | CSD Colo-Colo                          | Zweiter Primera División 2019                               | Gruppenphase     |
| Chile 4 Startplätze         | CD Palestino (Q-2)                     | Dritter Primera División 2019                               | Q-3              |
| Chile 4 Startplätze         | CF Universidad de Chile (Q-2)          | Pokalsieger 2019                                            | Q-2              |
| Ecuador 4+1 Startplätze     | Independiente del Valle                | Copa Sudamericana 2019 Sieger                               | Achtelfinale     |
| Ecuador 4+1 Startplätze     | Delfín SC                              | Meister 2019                                                | Achtelfinale     |
| Ecuador 4+1 Startplätze     | LDU Quito                              | Zweiter 2019                                                | Achtelfinale     |
| Ecuador 4+1 Startplätze     | CSD Macará (Q-2)                       | Bestes nicht qualifiziertes Team aus der Gesamttabelle      | Q-2              |
| Ecuador 4+1 Startplätze     | Barcelona Sporting Club (Q-1)          | Zweitbestes nicht qualifiziertes Team aus der Gesamttabelle | Gruppenphase     |
| Kolumbien 4 Startplätze     | Atlético Junior                        | Meister der Apertura 2019                                   | Gruppenphase     |
| Kolumbien 4 Startplätze     | América de Cali                        | Meister der Finalización 2019                               | Gruppenphase     |
| Kolumbien 4 Startplätze     | Deportes Tolima (Q-2)                  | Bestes nicht qualifiziertes Team aus der Gesamttabelle      | Q-3              |
| Kolumbien 4 Startplätze     | Independiente Medellín (Q-2)           | Pokalsieger 2019                                            | Gruppenphase     |
| Paraguay 4 Startplätze      | Club Olimpia                           | Meister der Apertura und Clausura 2019                      | Gruppenphase     |
| Paraguay 4 Startplätze      | Club Libertad                          | Bestes nicht qualifiziertes Team aus der Gesamttabelle      | Viertelfinale    |
| Paraguay 4 Startplätze      | Club Cerro Porteño (Q-2)               | Zweitbestes nicht qualifiziertes Team aus der Gesamttabelle | Q-3              |
| Paraguay 4 Startplätze      | Club Guaraní (Q-1)                     | Drittbestes nicht qualifiziertes Team aus der Gesamttabelle | Achtelfinale     |
| Peru 4 Startplätze          | Escuela Municipal Deportivo Binacional | Meister 2019                                                | Gruppenphase     |
| Peru 4 Startplätze          | Alianza Lima                           | Zweiter 2019                                                | Gruppenphase     |
| Peru 4 Startplätze          | Sporting Cristal (Q-2)                 | Dritter 2019                                                | Q-2              |
| Peru 4 Startplätze          | Universitario de Deportes (Q-1)        | Bestes nicht qualifiziertes Team 2019                       | Q-2              |
| Uruguay 4 Startplätze       | Nacional Montevideo                    | Meister 2019                                                | Viertelfinale    |
| Uruguay 4 Startplätze       | Peñarol Montevideo                     | Zweiter 2019                                                | Gruppenphase     |
| Uruguay 4 Startplätze       | Cerro Largo FC (Q-2)                   | Bestes nicht qualifiziertes Team aus der Gesamttabelle      | Q-2              |
| Uruguay 4 Startplätze       | Club Atlético Progreso (Q-1)           | Zweitbestes nicht qualifiziertes Team aus der Gesamttabelle | Q-1              |
| Venezuela 4 Startplätze     | FC Caracas                             | Meister 2019                                                | Gruppenphase     |
| Venezuela 4 Startplätze     | Estudiantes de Mérida                  | Zweiter 2019                                                | Gruppenphase     |
| Venezuela 4 Startplätze     | Deportivo Táchira FC (Q-2)             | Bestes nicht qualifiziertes Team aus der Gesamttabelle      | Q-2              |
| Venezuela 4 Startplätze     | Carabobo FC (Q-1)                      | Zweitbestes nicht qualifiziertes Team aus der Gesamttabelle | Q-1              |

## Qualifikationsrunden
Die Qualifikationsrunde fand in drei Stufen statt. Das erstgenannte Team hatte im Hinspiel Heimrecht, das zweite im Rückspiel.

### Auslosung Qualifikation
Die Auslosungen für die Spiele in der Qualifikations- sowie der Gruppenphase fanden am 16. Dezember 2019 im CONMEBOL Convention Center in Luque (Paraguay) statt. Die Teams wurden gemäß ihrem CONMEBOL-Ranking in der Copa Libertadores gesetzt. Dabei fanden drei Faktoren Berücksichtigung:
- Performance in den letzten 10 Jahren, unter Berücksichtigung der Copa-Libertadores-Ergebnisse im Zeitraum 2010–2019
- Historischer Koeffizient, unter Berücksichtigung der Copa-Libertadores-Ergebnisse im Zeitraum 1960–2008
- Landesmeisterschaft mit Bonus-Punkten an Landesmeister der letzten 10 Jahre

Ausgelost wurden die erste und zweite Qualifikationsrunde sowie die Gruppenphase. Für die dritte Runde der Qualifikation wurde keine Auslosung vorgenommen, die Paarungen wurden vorab festgelegt. Die in den Klammern angegebenen Zahlen sind das Ergebnis des CONMEBOL-Rankings.
Auslosung erste Qualifikationsrunde
Für die erste Qualifikationsrunde wurden sechs Mannschaften in drei Paarungen gezogen:
| Gesetzte Mannschaften                                                         | Nicht gesetzte Mannschaften                                      |
| Barcelona Sporting Club (23) Club Guaraní (34) Universitario de Deportes (43) | Club Atlético Progreso (132) Carabobo FC (147) Club San José (?) |

Auslosung zweite Qualifikationsrunde
Für die zweite Qualifikationsrunde wurden acht Paarungen ermittelt. Dabei konnten Mannschaften aus denselben Mitgliedsverbänden nicht aufeinander treffen. Eine Ausnahme bilden die Qualifikanten aus der ersten Runde. Da diese zum Zeitpunkt der Auslosung nicht feststanden, konnten sie in der zweiten Runde auf Mitglieder des eigenen Verbandes treffen.
| Gesetzte Mannschaften | Nicht gesetzte Mannschaften |
| Club Cerro Porteño (11) SC Internacional (16) SC Corinthians (18) Sporting Cristal (31) Atlético Tucumán (50) Deportivo Táchira FC (51) Deportes Tolima (58) CD Palestino (66) | Independiente Medellín (68) CSD Macará (170) Cerro Largo FC (207) Club The Strongest (28) CF Universidad de Chile (33) Qualifikant 1 Qualifikant 2 Qualifikant 3 |

### 1. Qualifikationsrunde
Die erste Qualifikationsrunde fand vom 21. bis 29. Januar 2020 statt.
| Datum       |                        | Gesamt |                           | Hinspiel | Rückspiel |
| ----------- | ---------------------- | ------ | ------------------------- | -------- | --------- |
| 21.1./28.1. | Carabobo FC            | 1:2    | Universitario de Deportes | 1:1      | 0:1       |
| 22.1./29.1. | Club San José          | 0:5    | Club Guaraní              | 0:1      | 0:4       |
| 22.1./29.1. | Club Atlético Progreso | 1:5    | Barcelona Sporting Club   | 0:2      | 1:3       |

### 2. Qualifikationsrunde
Die Spiele der zweiten Qualifikationsrunde fanden zwischen dem 4. und 13. Februar 2020 statt.
| Datum      |                           | Gesamt          |                      | Hinspiel | Rückspiel |
| ---------- | ------------------------- | --------------- | -------------------- | -------- | --------- |
| 4.2./11.2. | Independiente Medellín    | 4:2             | Deportivo Táchira FC | 4:0      | 0:2       |
| 4.2./11.2. | CSD Macará                | 0:2             | Deportes Tolima      | 0:1      | 0:1       |
| 4.2./11.2. | CF Universidad de Chile   | 0:2             | SC Internacional     | 0:0      | 0:2       |
| 5.2./12.2. | Universitario de Deportes | 1:2             | Club Cerro Porteño   | 1:1      | 0:1       |
| 5.2./12.2. | Cerro Largo FC            | 2:6             | CD Palestino         | 1:1      | 1:5       |
| 5.2./12.2. | Club The Strongest        | 2:2 (5:6 i. E.) | Atlético Tucumán     | 2:0      | 0:2       |
| 5.2./12.2. | Club Guaraní              | (a)2:2(a)       | SC Corinthians       | 1:0      | 1:2       |
| 6.2./12.2. | Barcelona Sporting Club   | 5:2             | Sporting Cristal     | 4:0      | 1:2       |

### 3. Qualifikationsrunde
Die Spiele der zweiten Qualifikationsrunde fanden zwischen dem 18. und 27. Februar 2020 statt. Die zwei besten Verlierermannschaften nach Wertung der CONMEBOL qualifizierten sich für die Teilnahme an der Copa Sudamericana 2020.
| Datum       |                         | Gesamt          |                    | Hinspiel | Rückspiel |
| ----------- | ----------------------- | --------------- | ------------------ | -------- | --------- |
| 18.2./25.2. | Independiente Medellín  | 1:1 (4:2 i. E.) | Atlético Tucumán   | 1:0      | 0:1       |
| 19.2./26.2. | Barcelona Sporting Club | 5:0             | Club Cerro Porteño | 1:0      | 4:0       |
| 19.2./26.2. | Deportes Tolima         | 0:1             | SC Internacional   | 0:0      | 0:1       |
| 25.2./27.2. | CD Palestino            | 1:3             | Club Guaraní       | 0:1      | 1:2       |

### Qualifikationstabelle für die Copa Sudamericana 2020
| Pl. | Verein             | Sp. | S | U | N | Tore    | Diff. | Punkte |
| --- | ------------------ | --- | - | - | - | ------- | ----- | ------ |
| 1.  | Atlético Tucumán   | 2   | 1 | 0 | 1 | 001:100 | ±0    | 03     |
| 2.  | Deportes Tolima    | 2   | 0 | 1 | 1 | 000:100 | −1    | 01     |
| 3.  | CD Palestino       | 2   | 0 | 0 | 2 | 001:300 | −2    | 0      |
| 4.  | Club Cerro Porteño | 2   | 0 | 0 | 2 | 000:500 | −5    | 0      |

## Gruppenphase

### Auslosung Gruppenphase
Für die Gruppenphase wurden die 32 Teams in acht Gruppen zu je vier Mannschaften aus jedem der vier Töpfe gezogen. Teams aus demselben Verband konnten nicht in dieselbe Gruppe gezogen werden, mit Ausnahme der Sieger der dritten Qualifikationsrunde, die Topf 4 zugewiesen wurden. Wie in der zweiten Qualifikationsrunde können diese Qualifikanten in der Gruppenphase auf Klubs ihres Verbandes treffen.
CR Flamengo wurde als Titelverteidiger in Lostopf 1 gesetzt und Independiente del Valle als Sieger der Copa Sudamericana 2019 in Lostopf 2.
Um die Ausbreitung der Corona-Pandemie in Südamerika zu unterbinden, entschloss sich die CONMEBOL am 12. März 2020, die Copa Libertadores nach dem 2. Spieltag vorerst auszusetzen und die folgenden Spieltage der Gruppenphase zu verschieben.
| Topf 1 | Topf 2 | Topf 3 | Topf 4 |
| CR Flamengo (8) River Plate (1) Boca Juniors (2) Grêmio FBPA (3) Nacional Montevideo (4) Peñarol Montevideo (5) SE Palmeiras (6) Club Olimpia (10) | Independiente del Valle (35) FC Santos (14) FC São Paulo (17) Club Libertad (19) CSD Colo-Colo (21) Club Bolívar (24) Racing Club (27) CD Universidad Católica (29) | LDU Quito (30) América de Cali (36) Athletico Paranaense (41) Atlético Junior (48) Alianza Lima (54) FC Caracas (72) Delfín Sporting Club (82) CA Tigre (93) | Estudiantes de Mérida (113) Escuela Municipal Deportivo Binacional (140) CSD Defensa y Justicia (208) Club Jorge Wilstermann (?) tbn |

### Gruppe A
| Pl. | Verein                  | Sp. | S | U | N | Tore    | Diff. | Punkte |
| --- | ----------------------- | --- | - | - | - | ------- | ----- | ------ |
| 1.  | CR Flamengo (M)         | 6   | 5 | 0 | 1 | 014:800 | +6    | 15     |
| 2.  | Independiente del Valle | 6   | 4 | 0 | 2 | 014:800 | +6    | 12     |
| 3.  | Atlético Junior         | 6   | 2 | 0 | 4 | 008:120 | −4    | 06     |
| 4.  | Barcelona Sporting Club | 6   | 1 | 0 | 5 | 004:120 | −8    | 03     |

| (M) | Meister des Vorjahres |

| 1. Spieltag (4. März)       |           |                         |                                        |
| Barcelona Sporting Club     | 0:3 (0:0) | Independiente del Valle | Estadio Monumental Banco Pichincha     |
| Atlético Junior             | 1:2 (0:1) | CR Flamengo             | Estadio Metropolitano Roberto Meléndez |
| 2. Spieltag (11. März)      |           |                         |                                        |
| CR Flamengo                 | 3:0 (2:0) | Barcelona Sporting Club | Maracanã                               |
| Independiente del Valle     | 3:0 (0:0) | Atlético Junior         | Estadio Gonzalo Pozo Ripalda           |
| 3. Spieltag (17. September) |           |                         |                                        |
| Barcelona Sporting Club     | 1:2 (1:1) | Atlético Junior         | Estadio Monumental Banco Pichincha     |
| Independiente del Valle     | 5:0 (1:0) | CR Flamengo             | Estadio Gonzalo Pozo Ripalda           |
| 4. Spieltag (22. September) |           |                         |                                        |
| Barcelona Sporting Club     | 1:2 (0:2) | CR Flamengo             | Estadio Monumental Banco Pichinch      |
| Atlético Junior             | 4:1 (1:1) | Independiente del Valle | Estadio Metropolitano Roberto Meléndez |
| 5. Spieltag (30. September) |           |                         |                                        |
| Atlético Junior             | 0:2 (0:1) | Barcelona Sporting Club | Estadio Metropolitano Roberto Meléndez |
| CR Flamengo                 | 4:0 (2:0) | Independiente del Valle | Maracanã                               |
| 6. Spieltag (21. Oktober)   |           |                         |                                        |
| Independiente del Valle     | 2:0 (1:0) | Barcelona Sporting Club | Estadio Gonzalo Pozo Ripalda           |
| CR Flamengo                 | 3:1 (2:0) | Atlético Junior         | Maracanã                               |

### Gruppe B
| Pl. | Verein       | Sp. | S | U | N | Tore    | Diff. | Punkte |
| --- | ------------ | --- | - | - | - | ------- | ----- | ------ |
| 1.  | SE Palmeiras | 6   | 5 | 1 | 0 | 017:200 | +15   | 16     |
| 2.  | Club Guaraní | 6   | 4 | 1 | 1 | 013:700 | +6    | 13     |
| 3.  | Club Bolívar | 6   | 1 | 1 | 4 | 006:130 | −7    | 04     |
| 4.  | CA Tigre     | 6   | 0 | 1 | 5 | 003:170 | −14   | 01     |

| 1. Spieltag (4. März)       |           |              |                            |
| CA Tigre                    | 1:2 (0:1) | SE Palmeiras | Estadio José Dellagiovanna |
| Club Guaraní                | 2:0 (1:0) | Club Bolívar | Estadio Rogelio Livieres   |
| 2. Spieltag (10. März)      |           |              |                            |
| Club Bolívar                | 2:0 (0:0) | CA Tigre     | Estadio Hernando Siles     |
| SE Palmeiras                | 3:1 (0:0) | Club Guaraní | Allianz Parque             |
| 3. Spieltag (16. September) |           |              |                            |
| Club Bolívar                | 1:2 (0:1) | SE Palmeiras | Estadio Hernando Siles     |
| 3. Spieltag (17. September) |           |              |                            |
| Club Guaraní                | 4:1 (1:1) | CA Tigre     | Estadio Rogelio Livieres   |
| 4. Spieltag (22. September) |           |              |                            |
| CA Tigre                    | 1:1 (1:1) | Club Bolívar | Estadio José Dellagiovanna |
| 4. Spieltag (23. September) |           |              |                            |
| Club Guaraní                | 0:0       | SE Palmeiras | Estadio Rogelio Livieres   |
| 5. Spieltag (30. September) |           |              |                            |
| SE Palmeiras                | 5:0 (1:0) | Club Bolívar | Allianz Parque             |
| 5. Spieltag (1. Oktober)    |           |              |                            |
| CA Tigre                    | 1:3 (1:1) | Club Guaraní | Estadio José Dellagiovanna |
| 6. Spieltag (21. Oktober)   |           |              |                            |
| Club Bolívar                | 2:3 (0:1) | Club Guaraní | Estadio Hernando Siles     |
| SE Palmeiras                | 5:0 (1:0) | CA Tigre     | Allianz Parque             |

### Gruppe C
| Pl. | Verein                 | Sp. | S | U | N | Tore    | Diff. | Punkte |
| --- | ---------------------- | --- | - | - | - | ------- | ----- | ------ |
| 1.  | Club Jorge Wilstermann | 6   | 3 | 1 | 2 | 008:500 | +3    | 10     |
| 2.  | Athletico Paranaense   | 6   | 3 | 1 | 2 | 008:600 | +2    | 10     |
| 3.  | Peñarol Montevideo     | 6   | 3 | 0 | 3 | 009:800 | +1    | 09     |
| 4.  | CSD Colo-Colo          | 6   | 2 | 0 | 4 | 003:900 | −6    | 06     |

| 1. Spieltag (3. März)       |           |                        |                           |
| Athletico Paranaense        | 1:0 (0:0) | Peñarol Montevideo     | Arena da Baixada          |
| 1. Spieltag (4. März)       |           |                        |                           |
| Club Jorge Wilstermann      | 2:0 (0:0) | CSD Colo-Colo          | Estadio Félix Capriles    |
| 2. Spieltag (11. März)      |           |                        |                           |
| Peñarol Montevideo          | 1:0 (0:0) | Club Jorge Wilstermann | Estadio Campeón del Siglo |
| CSD Colo-Colo               | 1:0 (1:0) | Athletico Paranaense   | Estadio Monumental        |
| 3. Spieltag (15. September) |           |                        |                           |
| Club Jorge Wilstermann      | 2:3 (1:1) | Athletico Paranaense   | Estadio Félix Capriles    |
| CSD Colo-Colo               | 2:1 (0:1) | Peñarol Montevideo     | Estadio Monumental        |
| 4. Spieltag (23. September) |           |                        |                           |
| Athletico Paranaense        | 2:0 (2:0) | CSD Colo-Colo          | Arena da Baixada          |
| 4. Spieltag (24. September) |           |                        |                           |
| Club Jorge Wilstermann      | 3:1 (2:1) | Peñarol Montevideo     | Estadio Félix Capriles    |
| 5. Spieltag (29. September) |           |                        |                           |
| Peñarol Montevideo          | 3:0 (1:0) | CSD Colo-Colo          | Estadio Campeón del Siglo |
| Athletico Paranaense        | 0:0       | Club Jorge Wilstermann | Arena da Baixada          |
| 6. Spieltag (20. Oktober)   |           |                        |                           |
| Peñarol Montevideo          | 3:2 (1:2) | Athletico Paranaense   | Estadio Campeón del Siglo |
| CSD Colo-Colo               | 0:1 (0:0) | Club Jorge Wilstermann | Estadio Monumental        |

### Gruppe D
| Pl. | Verein               | Sp. | S | U | N | Tore    | Diff. | Punkte |
| --- | -------------------- | --- | - | - | - | ------- | ----- | ------ |
| 1.  | River Plate          | 6   | 4 | 1 | 1 | 021:600 | +15   | 13     |
| 2.  | LDU Quito            | 6   | 4 | 0 | 2 | 012:800 | +4    | 12     |
| 3.  | FC São Paulo         | 6   | 2 | 1 | 3 | 014:110 | +3    | 07     |
| 4.  | Deportivo Binacional | 6   | 1 | 0 | 5 | 003:250 | −22   | 03     |

| 1. Spieltag (4. März)       |           |                      |                                      |
| LDU Quito                   | 3:0 (2:0) | River Plate          | Estadio La Casa Blanca               |
| 1. Spieltag (5. März)       |           |                      |                                      |
| Deportivo Binacional        | 2:1 (0:1) | FC São Paulo         | Estadio Guillermo Briceño Rosamedina |
| 2. Spieltag (11. März)      |           |                      |                                      |
| River Plate                 | 8:0 (1:0) | Deportivo Binacional | El Monumental                        |
| FC São Paulo                | 3:0 (2:0) | LDU Quito            | Estádio do Morumbi                   |
| 3. Spieltag (15. September) |           |                      |                                      |
| Deportivo Binacional        | 0:1 (0:1) | LDU Quito            | Estadio Nacional (Lima)              |
| 3. Spieltag (17. September) |           |                      |                                      |
| FC São Paulo                | 2:2 (1:1) | River Plate          | Estádio do Morumbi                   |
| 4. Spieltag (22. September) |           |                      |                                      |
| LDU Quito                   | 4:2 (3:0) | FC São Paulo         | Estadio La Casa Blanca               |
| Deportivo Binacional        | 0:6 (0:3) | River Plate          | Estadio Nacional (Lima)              |
| 5. Spieltag (29. September) |           |                      |                                      |
| LDU Quito                   | 4:0 (2:0) | Deportivo Binacional | Estadio La Casa Blanca               |
| 5. Spieltag (30. September) |           |                      |                                      |
| River Plate                 | 2:1 (2:1) | FC São Paulo         | El Monumental                        |
| 6. Spieltag (20. Oktober)   |           |                      |                                      |
| River Plate                 | 3:0 (0:0) | LDU Quito            | El Monumental                        |
| FC São Paulo                | 5:1 (2:1) | Deportivo Binacional | Estádio do Morumbi                   |

### Gruppe E
| Pl. | Verein                  | Sp. | S | U | N | Tore    | Diff. | Punkte |
| --- | ----------------------- | --- | - | - | - | ------- | ----- | ------ |
| 1.  | Grêmio FBPA             | 6   | 3 | 2 | 1 | 006:300 | +3    | 11     |
| 2.  | SC Internacional        | 6   | 2 | 2 | 2 | 008:600 | +2    | 08     |
| 3.  | CD Universidad Católica | 6   | 2 | 1 | 3 | 006:900 | −3    | 07     |
| 4.  | América de Cali         | 6   | 1 | 3 | 2 | 007:900 | −2    | 06     |

| 1. Spieltag (3. März)       |           |                         |                                   |
| SC Internacional            | 3:0 (0:0) | CD Universidad Católica | Estádio Beira-Rio                 |
| América de Cali             | 0:2 (0:1) | Grêmio FBPA             | Estadio Olímpico Pascual Guerrero |
| 2. Spieltag (10. März)      |           |                         |                                   |
| CD Universidad Católica     | 1:2 (1:1) | América de Cali         | Estadio San Carlos de Apoquindo   |
| 2. Spieltag (12. März)      |           |                         |                                   |
| Grêmio FBPA                 | 0:0       | SC Internacional        | Arena do Grêmio                   |
| 3. Spieltag (16. September) |           |                         |                                   |
| SC Internacional            | 4:3 (3:1) | América de Cali         | Estádio Beira-Rio                 |
| CD Universidad Católica     | 2:0 (2:0) | Grêmio FBPA             | Estadio San Carlos de Apoquindo   |
| 4. Spieltag (23. September) |           |                         |                                   |
| América de Cali             | 1:1 (1:1) | CD Universidad Católica | Estadio Olímpico Pascual Guerrero |
| SC Internacional            | 0:1 (0:0) | Grêmio FBPA             | Estádio Beira-Rio                 |
| 5. Spieltag (29. September) |           |                         |                                   |
| Grêmio FBPA                 | 2:0 (0:0) | CD Universidad Católica | Arena do Grêmio                   |
| América de Cali             | 0:0       | SC Internacional        | Estadio Olímpico Pascual Guerrero |
| 6. Spieltag (22. Oktober)   |           |                         |                                   |
| CD Universidad Católica     | 2:1 (1:1) | SC Internacional        | Estadio San Carlos de Apoquindo   |
| Grêmio FBPA                 | 1:1 (0:0) | América de Cali         | Arena do Grêmio                   |

### Gruppe F
| Pl. | Verein                | Sp. | S | U | N | Tore    | Diff. | Punkte |
| --- | --------------------- | --- | - | - | - | ------- | ----- | ------ |
| 1.  | Nacional Montevideo   | 6   | 5 | 0 | 1 | 009:300 | +6    | 15     |
| 2.  | Racing Club           | 6   | 5 | 0 | 1 | 009:400 | +5    | 15     |
| 3.  | Estudiantes de Mérida | 6   | 1 | 1 | 4 | 008:120 | −4    | 04     |
| 4.  | Alianza Lima          | 6   | 0 | 1 | 5 | 004:110 | −7    | 01     |

| 1. Spieltag (5. März)       |           |                       |                                 |
| Estudiantes de Mérida       | 1:2 (0:0) | Racing Club           | Estadio Metropolitano de Mérida |
| Alianza Lima                | 0:1 (0:1) | Nacional Montevideo   | Estadio Alejandro Villanueva    |
| 2. Spieltag (12. März)      |           |                       |                                 |
| Nacional Montevideo         | 1:0 (0:0) | Estudiantes de Mérida | Estadio Gran Parque Central     |
| Racing Club                 | 1:0 (0:0) | Alianza Lima          | Estadio Presidente Perón        |
| 3. Spieltag (16. September) |           |                       |                                 |
| Estudiantes de Mérida       | 3:2 (0:0) | Alianza Lima          | Estadio Metropolitano de Mérida |
| 3. Spieltag (17. September) |           |                       |                                 |
| Racing Club                 | 0:1 (0:0) | Nacional Montevideo   | Estadio Presidente Perón        |
| 4. Spieltag (22. September) |           |                       |                                 |
| Estudiantes de Mérida       | 1:3 (1:2) | Nacional Montevideo   | Metropolitano de Mérida         |
| 4. Spieltag (23. September) |           |                       |                                 |
| Alianza Lima                | 0:2 (0:0) | Racing Club           | Estadio Alejandro Villanueva    |
| 5. Spieltag (30. September) |           |                       |                                 |
| Nacional Montevideo         | 1:2 (0:1) | Racing Club           | Estadio Gran Parque Central     |
| Alianza Lima                | 2:2 (1:1) | Estudiantes de Mérida | Estadio Alejandro Villanueva    |
| 6. Spieltag (21. Oktober)   |           |                       |                                 |
| Nacional Montevideo         | 2:0 (2:0) | Alianza Lima          | Estadio Gran Parque Central     |
| Racing Club                 | 2:1 (0:0) | Estudiantes de Mérida | Estadio Presidente Perón        |

### Gruppe G
| Pl. | Verein                 | Sp. | S | U | N | Tore    | Diff. | Punkte |
| --- | ---------------------- | --- | - | - | - | ------- | ----- | ------ |
| 1.  | FC Santos              | 6   | 5 | 1 | 0 | 010:500 | +5    | 16     |
| 2.  | Delfín Sporting Club   | 6   | 2 | 1 | 3 | 006:700 | −1    | 07     |
| 3.  | CSD Defensa y Justicia | 6   | 2 | 0 | 4 | 008:100 | −2    | 06     |
| 4.  | Club Olimpia           | 6   | 1 | 2 | 3 | 006:800 | −2    | 05     |

| 1. Spieltag (3. März)       |           |                        |                              |
| CSD Defensa y Justicia      | 1:2 (1:0) | FC Santos              | Estadio Norberto Tomaghello  |
| 1. Spieltag (4. März)       |           |                        |                              |
| Delfín Sporting Club        | 1:1 (0:1) | Club Olimpia           | Estadio Jocay                |
| 2. Spieltag (10. März)      |           |                        |                              |
| FC Santos                   | 1:0 (1:0) | Delfín Sporting Club   | Estádio Urbano Caldeira      |
| 2. Spieltag (11. März)      |           |                        |                              |
| Club Olimpia                | 2:1 (0:0) | CSD Defensa y Justicia | Estadio Defensores del Chaco |
| 3. Spieltag (15. September) |           |                        |                              |
| FC Santos                   | 0:0       | Club Olimpia           | Estádio Urbano Caldeira      |
| 3. Spieltag (17. September) |           |                        |                              |
| CSD Defensa y Justicia      | 3:0 (0:0) | Delfín Sporting Club   | Estadio Norberto Tomaghello  |
| 4. Spieltag (23. September) |           |                        |                              |
| CSD Defensa y Justicia      | 2:1 (1:0) | Club Olimpia           | Estadio Norberto Tomaghello  |
| 4. Spieltag (24. September) |           |                        |                              |
| Delfín Sporting Club        | 1:2 (0:1) | FC Santos              | Estadio Jocay                |
| 5. Spieltag (1. Oktober)    |           |                        |                              |
| Club Olimpia                | 2:3 (2:2) | FC Santos              | Estadio Defensores del Chaco |
| Delfín Sporting Club        | 3:0 (1:0) | CSD Defensa y Justicia | Estadio Jocay                |
| 6. Spieltag (20. Oktober)   |           |                        |                              |
| Club Olimpia                | 0:1 (0:0) | Delfín Sporting Club   | Estadio Defensores del Chaco |
| FC Santos                   | 2:1 (0:0) | CSD Defensa y Justicia | Estádio Urbano Caldeira      |

### Gruppe H
| Pl. | Verein                 | Sp. | S | U | N | Tore    | Diff. | Punkte |
| --- | ---------------------- | --- | - | - | - | ------- | ----- | ------ |
| 1.  | Boca Juniors           | 6   | 4 | 2 | 0 | 010:100 | +9    | 14     |
| 2.  | Club Libertad          | 6   | 2 | 1 | 3 | 008:110 | −3    | 07     |
| 3.  | FC Caracas             | 6   | 2 | 1 | 3 | 005:120 | −7    | 07     |
| 4.  | Independiente Medellín | 6   | 2 | 0 | 4 | 009:110 | −2    | 06     |

| 1. Spieltag (3. März)       |           |                        |                              |
| Independiente Medellín      | 1:2 (0:2) | Club Libertad          | Estadio Atanasio Girardot    |
| FC Caracas                  | 1:1 (0:1) | Boca Juniors           | Estadio Olímpico de la UCV   |
| 2. Spieltag (10. März)      |           |                        |                              |
| Boca Juniors                | 3:0 (1:0) | Independiente Medellín | La Bombonera                 |
| Club Libertad               | 3:2 (1:2) | FC Caracas             | Estadio Defensores del Chaco |
| 3. Spieltag (16. September) |           |                        |                              |
| Independiente Medellín      | 2:3 (1:2) | FC Caracas             | Estadio Atanasio Girardot    |
| 3. Spieltag (17. September) |           |                        |                              |
| Club Libertad               | 0:2 (0:1) | Boca Juniors           | Estadio Defensores del Chaco |
| 4. Spieltag (23. September) |           |                        |                              |
| FC Caracas                  | 2:1 (0:1) | Club Libertad          | Estadio Olímpico de la UCV   |
| 4. Spieltag (24. September) |           |                        |                              |
| Independiente Medellín      | 0:1 (0:0) | Boca Juniors           | Estadio Atanasio Girardot    |
| 5. Spieltag (29. September) |           |                        |                              |
| Boca Juniors                | 0:0       | Club Libertad          | La Bombonera                 |
| 5. Spieltag (30. September) |           |                        |                              |
| FC Caracas                  | 0:2 (0:0) | Independiente Medellín | Estadio Olímpico de la UCV   |
| 6. Spieltag (22. Oktober)   |           |                        |                              |
| Club Libertad               | 2:4 (1:1) | Independiente Medellín | Estadio Defensores del Chaco |
| Boca Juniors                | 3:0 (3:0) | FC Caracas             | La Bombonera                 |

## Finalrunde
Für das Achtelfinale qualifizierten sich jeweils der Erste und Zweite jeder Gruppe. Zur Ermittlung der weiteren Paarungen ab dem Achtelfinale wurden zwei Lostöpfe gebildet. Die Gruppensieger kamen in einen Topf, alle Gruppenzweiten in einen weiteren.
Die nachstehende Übersicht gibt die Tabelle der Erst- und Zweitplatzierten der Gruppenphase an. Bei Gleichheit in der Punkt- und Tordifferenz kommt als nächstes Kriterium die Anzahl der erzielten Tore zum Tragen.
| Topf A Gruppenerste    | Punkte | Tore | Topf B Gruppenzweite    | Punkte | Tore |
| ---------------------- | ------ | ---- | ----------------------- | ------ | ---- |
| SE Palmeiras           | 16     | +15  | Racing Club             | 15     | +5   |
| FC Santos              | 16     | +5   | Club Guaraní            | 13     | +6   |
| CR Flamengo            | 15     | +6   | Independiente del Valle | 12     | +6   |
| Nacional Montevideo    | 15     | +6   | LDU Quito               | 12     | +4   |
| Boca Juniors           | 14     | +9   | Athletico Paranaense    | 10     | +2   |
| River Plate            | 13     | +15  | SC Internacional        | 8      | +2   |
| Grêmio FBPA            | 11     | +3   | Delfín Sporting Club    | 7      | −1   |
| Club Jorge Wilstermann | 10     | +3   | Club Libertad           | 7      | −3   |

### Turnierplan
|  | Achtelfinale            | Achtelfinale  | Achtelfinale |                     |       | Viertelfinale | Viertelfinale | Viertelfinale |  |  | Halbfinale | Halbfinale | Halbfinale |  |  | Finale | Finale |  |
|  |                         |               |              |                     |       |               |               |               |  |  |            |            |            |  |  |        |        |  |
|  | Club Guaraní            | 0             | 0            |                     |       |               |               |               |  |  |            |            |            |  |  |        |        |  |
|  | Grêmio FBPA             | 2             | 2            |                     |       |               |               |               |  |  |            |            |            |  |  |        |        |  |
|  | Grêmio FBPA             | 2             | 2            | Grêmio FBPA         | 1     | 1             |               |               |  |  |            |            |            |  |  |        |        |  |
|  |                         |               |              | Grêmio FBPA         | 1     | 1             |               |               |  |  |            |            |            |  |  |        |        |  |
|  |                         | FC Santos     | 1            | 4                   |       |               |               |               |  |  |            |            |            |  |  |        |        |  |
|  | LDU Quito               | FC Santos     | 1            | 4                   | 1     | 1             |               |               |  |  |            |            |            |  |  |        |        |  |
|  | LDU Quito               |               |              |                     | 1     | 1             |               |               |  |  |            |            |            |  |  |        |        |  |
|  | FC Santos               | 2             | 0            |                     |       |               |               |               |  |  |            |            |            |  |  |        |        |  |
|  | FC Santos               | 2             | 0            | FC Santos           | 0     | 3             |               |               |  |  |            |            |            |  |  |        |        |  |
|  |                         |               |              |                     |       |               |               |               |  |  |            |            |            |  |  |        |        |  |
|  |                         | Boca Juniors  | 0            | 0                   |       |               |               |               |  |  |            |            |            |  |  |        |        |  |
|  | SC Internacional        | Boca Juniors  | 0            | 0                   | 0     | 1 (4)         |               |               |  |  |            |            |            |  |  |        |        |  |
|  | SC Internacional        |               |              |                     | 0     | 1 (4)         |               |               |  |  |            |            |            |  |  |        |        |  |
|  | Boca Juniors            | 1             | 0 (5)        |                     |       |               |               |               |  |  |            |            |            |  |  |        |        |  |
|  | Boca Juniors            | 1             | 0 (5)        | Boca Juniors        | 0     | 2             |               |               |  |  |            |            |            |  |  |        |        |  |
|  |                         |               |              | Boca Juniors        | 0     | 2             |               |               |  |  |            |            |            |  |  |        |        |  |
|  |                         | Racing Club   | 1            | 0                   |       |               |               |               |  |  |            |            |            |  |  |        |        |  |
|  | Racing Club             | Racing Club   | 1            | 0                   | 1     | 1 (5)         |               |               |  |  |            |            |            |  |  |        |        |  |
|  | Racing Club             |               |              |                     | 1     | 1 (5)         |               |               |  |  |            |            |            |  |  |        |        |  |
|  | CR Flamengo             | 1             | 1 (3)        |                     |       |               |               |               |  |  |            |            |            |  |  |        |        |  |
|  | CR Flamengo             | 1             | 1 (3)        | FC Santos           | 0     |               |               |               |  |  |            |            |            |  |  |        |        |  |
|  |                         |               |              |                     |       |               |               |               |  |  |            |            |            |  |  |        |        |  |
|  |                         | SE Palmeiras  | 1            |                     |       |               |               |               |  |  |            |            |            |  |  |        |        |  |
|  | Independiente del Valle | SE Palmeiras  | 1            | 0                   | 0 (2) |               |               |               |  |  |            |            |            |  |  |        |        |  |
|  | Independiente del Valle |               |              |                     | 0 (2) |               |               |               |  |  |            |            |            |  |  |        |        |  |
|  | Nacional Montevideo     | 0             | 0 (4)        |                     |       |               |               |               |  |  |            |            |            |  |  |        |        |  |
|  | Nacional Montevideo     | 0             | 0 (4)        | Nacional Montevideo | 0     | 2             |               |               |  |  |            |            |            |  |  |        |        |  |
|  |                         |               |              | Nacional Montevideo | 0     | 2             |               |               |  |  |            |            |            |  |  |        |        |  |
|  |                         | River Plate   | 2            | 6                   |       |               |               |               |  |  |            |            |            |  |  |        |        |  |
|  | Athletico Paranaense    | River Plate   | 2            | 6                   | 1     | 0             |               |               |  |  |            |            |            |  |  |        |        |  |
|  | Athletico Paranaense    |               |              |                     | 1     | 0             |               |               |  |  |            |            |            |  |  |        |        |  |
|  | River Plate             | 1             | 1            |                     |       |               |               |               |  |  |            |            |            |  |  |        |        |  |
|  | River Plate             | 1             | 1            | River Plate         | 0     | 2             |               |               |  |  |            |            |            |  |  |        |        |  |
|  |                         |               |              |                     |       |               |               |               |  |  |            |            |            |  |  |        |        |  |
|  |                         | SE Palmeiras  | 3            | 0                   |       |               |               |               |  |  |            |            |            |  |  |        |        |  |
|  | Delfín Sporting Club    | SE Palmeiras  | 3            | 0                   | 1     | 0             |               |               |  |  |            |            |            |  |  |        |        |  |
|  | Delfín Sporting Club    |               |              |                     | 1     | 0             |               |               |  |  |            |            |            |  |  |        |        |  |
|  | SE Palmeiras            | 3             | 5            |                     |       |               |               |               |  |  |            |            |            |  |  |        |        |  |
|  | SE Palmeiras            | 3             | 5            | SE Palmeiras        | 1     | 3             |               |               |  |  |            |            |            |  |  |        |        |  |
|  |                         |               |              | SE Palmeiras        | 1     | 3             |               |               |  |  |            |            |            |  |  |        |        |  |
|  |                         | Club Libertad | 1            | 1                   |       |               |               |               |  |  |            |            |            |  |  |        |        |  |
|  | Club Libertad           | Club Libertad | 1            | 1                   | 3     | 2             |               |               |  |  |            |            |            |  |  |        |        |  |
|  | Club Libertad           |               |              |                     | 3     | 2             |               |               |  |  |            |            |            |  |  |        |        |  |
|  | Club Jorge Wilstermann  | 1             | 0            |                     |       |               |               |               |  |  |            |            |            |  |  |        |        |  |

### Achtelfinale
Die Paarungen wurden am 23. Oktober ausgelost. Die für den 25. November geplante Partie zwischen Internacional und Boca Juniors wurde aufgrund des Todes von Diego Maradona verschoben.
| Datum        |                         | Gesamt          |                        | Hinspiel  | Rückspiel |
| ------------ | ----------------------- | --------------- | ---------------------- | --------- | --------- |
| 24.11./1.12. | LDU Quito               | (a)2:2(a)       | FC Santos              | 1:2 (1:1) | 1:0 (0:0) |
| 24.11./1.12. | Athletico Paranaense    | 1:2             | River Plate            | 1:1 (0:0) | 0:1 (0:0) |
| 24.11./1.12. | Racing Club             | 2:2 (5:3 i. E.) | CR Flamengo            | 1:1 (1:1) | 1:1 (0:0) |
| 25.11./2.12. | Delfín Sporting Club    | 1:8             | SE Palmeiras           | 1:3 (0:2) | 0:5 (0:1) |
| 25.11./2.12. | Independiente del Valle | 0:0 (2:4 i. E.) | Nacional Montevideo    | 0:0       | 0:0       |
| 25.11./2.12. | Club Libertad           | 5:1             | Club Jorge Wilstermann | 3:1 (0:0) | 2:0 (0:0) |
| 26.11./3.12. | Club Guaraní            | 0:4             | Grêmio FBPA            | 0:2 (0:0) | 0:2 (0:1) |
| 3.12./9.12.  | SC Internacional        | 1:1 (4:5 i. E.) | Boca Juniors           | 0:1 (0:0) | 1:0 (0:0) |

### Viertelfinale
| Datum         |               | Gesamt |                     | Hinspiel  | Rückspiel |
| ------------- | ------------- | ------ | ------------------- | --------- | --------- |
| 8.12./15.12.  | Club Libertad | 1:4    | SE Palmeiras        | 1:1 (0:1) | 0:3 (0:1) |
| 9.12./16.12.  | Grêmio FBPA   | 2:5    | FC Santos           | 1:1 (0:1) | 1:4 (0:2) |
| 10.12./17.12. | River Plate   | 8:2    | Nacional Montevideo | 2:0 (0:0) | 6:2 (1:2) |
| 16.12./23.12. | Racing Club   | 1:2    | Boca Juniors        | 1:0 (0:0) | 0:2 (0:1) |

### Halbfinale
| Datum        |              | Gesamt |              | Hinspiel  | Rückspiel |
| ------------ | ------------ | ------ | ------------ | --------- | --------- |
| 5.1./12.1.21 | River Plate  | 2:3    | SE Palmeiras | 0:3 (0:1) | 2:0 (2:0) |
| 6.1./13.1.21 | Boca Juniors | 0:3    | FC Santos    | 0:0       | 0:3 (0:1) |

## Finale
| SE Palmeiras                                                         | SE Palmeiras | FC Santos | FC Santos | Aufstellung                              |
| -------------------------------------------------------------------- | --- | --- | --------- | ---------------------------------------- |
| SE Palmeiras                                                         | \| 30. Januar 2021 um 17:00 Uhr in Rio de Janeiro, Brasilien (Maracanã) \| \| Ergebnis: 1:0 (0:0) \| \| Zuschauer: 5.000 \| \| Schiedsrichter: Patricio Loustau ( Argentinien) \| \| Spielbericht \|                                                                     | \| 30. Januar 2021 um 17:00 Uhr in Rio de Janeiro, Brasilien (Maracanã) \| \| Ergebnis: 1:0 (0:0) \| \| Zuschauer: 5.000 \| \| Schiedsrichter: Patricio Loustau ( Argentinien) \| \| Spielbericht \|                                                | FC Santos | Aufstellung SE Palmeiras gegen FC Santos |
| SE Palmeiras                                                         | Wéverton – Marcos Rocha, Luan Garcia, Gustavo Gómez , Matías Viña – Danilo – Gabriel Menino (85. Breno Lopes), Zé Rafael (78. Patrick de Paula), Raphael Veiga (90.+12' Felipe Melo), Rony (90.+12' Alan Empereur) – Luiz Adriano Cheftrainer: Abel Ferreira ( Portugal) | John Victor – Pará (90.+11' Bruno Marques), Lucas Veríssimo, Luan Peres, Felipe Jonatan (90.+3' Madson) – Sandry Roberto (73. Lucas Braga), Alison – Marinho, Diego Pituca, Yeferson Soteldo – Kaio Jorge (90.+3' Wellington Tim) Cheftrainer: Cuca | FC Santos | Aufstellung SE Palmeiras gegen FC Santos |
| SE Palmeiras                                                         | 1:0 Breno Lopes (90.+9') | | FC Santos | Aufstellung SE Palmeiras gegen FC Santos |
| SE Palmeiras                                                         | Marcos Rocha (35.), Matías Viña (58.), Marcos Rocha (90.+7'), Breno Lopes (90.+9') | Lucas Veríssimo (10.), Diego Pituca (70.), Yeferson Soteldo (90.+6'), Alison (90.+13') | FC Santos | Aufstellung SE Palmeiras gegen FC Santos |
| SE Palmeiras                                                         | Cuca (90.+6') | | FC Santos | Aufstellung SE Palmeiras gegen FC Santos |
| SE Palmeiras                                                         | Spieler des Spiels: Breno Lopes | | FC Santos | Aufstellung SE Palmeiras gegen FC Santos |
| 30. Januar 2021 um 17:00 Uhr in Rio de Janeiro, Brasilien (Maracanã) | | |           |                                          |
| Ergebnis: 1:0 (0:0)                                                  | | |           |                                          |
| Zuschauer: 5.000                                                     | | |           |                                          |
| Schiedsrichter: Patricio Loustau ( Argentinien)                      | | |           |                                          |
| Spielbericht                                                         | | |           |                                          |

## Beste Torschützen
| Rang | Spieler        | Klub                    | Tore |
| ---- | -------------- | ----------------------- | ---- |
| 1    | Fidel Martínez | Barcelona Sporting Club | 8    |
| 2    | Rafael Borré   | River Plate             | 7    |
| 3    | Eduardo Salvio | Boca Juniors            | 6    |
| 4    | Luiz Adriano   | SE Palmeiras            | 5    |
|      | Julián Álvarez | River Plate             | 5    |
|      | Rony           | SE Palmeiras            | 5    |
|      | Kaio Jorge     | FC Santos               | 5    |

## Kurioses
Am 2. Spieltag der Gruppe E trafen Grêmio und Internacional – beide aus der brasilianischen Hafenstadt Porto Alegre – erstmals in diesem Wettbewerb aufeinander. In der Schlussphase des Spiels kam es zu körperlichen Auseinandersetzungen zwischen den Spielern beider Mannschaften. Als die Situation eskalierte, rannten auch Vereinsoffizielle und Einwechselspieler auf das Feld. Aufgrund von Tätlichkeiten verwies der argentinische Schiedsrichter Fernando Rapallini jeweils vier Spieler beider Teams mit der roten Karte des Feldes. Im Anschluss wurde die Partie mit einer 16-minütigen Nachspielzeit zu Ende geführt.